# Aldara Álvarez García
Aldara Álvarez García (Vigo, 1995) és una il·lustradora i dibuixant de còmic gallega, coneguda pel nom artístic Anémona de Río. És l'autora de Tam, el primer manga gallec.
Es va formar a l'escola professional de còmic i il·lustració O Garaxe Hermético. A l'últim curs va crear Tam, el personatge principal de la seva primera obra publicada, que va fer-la guanyadora del Premi de Final de Curs l'any 2017. Tam va ser publicat por Retranca Editora el febrer del 2018, i explica la història d'una mossa que rep una invitació a participar en un sopar d'exalumnes. Segons Fervenzas Literarias, Tam va ser el cinquè millor còmic en gallec l'any que va sortir.
El desembre del 2019, Álvarez va esdevenir la primera guardonada en el Premi O Garaxe Hermético de còmic per l'obra A proba de auga. Edicións Xerais va publicar-la a la primavera del 2020.

## Obra
- Tam (2018)
- A proba de auga (2020)